# Гусаківський заказник
Гусакі́вський заказник — ентомологічний заказник місцевого значення в Україні. Розташований на території Звенигородського району Черкаської області, біля північної частини села Гусакове. 
Площа 0,3 га. Статус присвоєно згідно з рішенням облвиконкому від 14.04.1983 року № 205. Перебуває у віданні: Гусаківська сільська рада.
Охороняється поселення комах-ентомофагів.